# 시바 요시유키

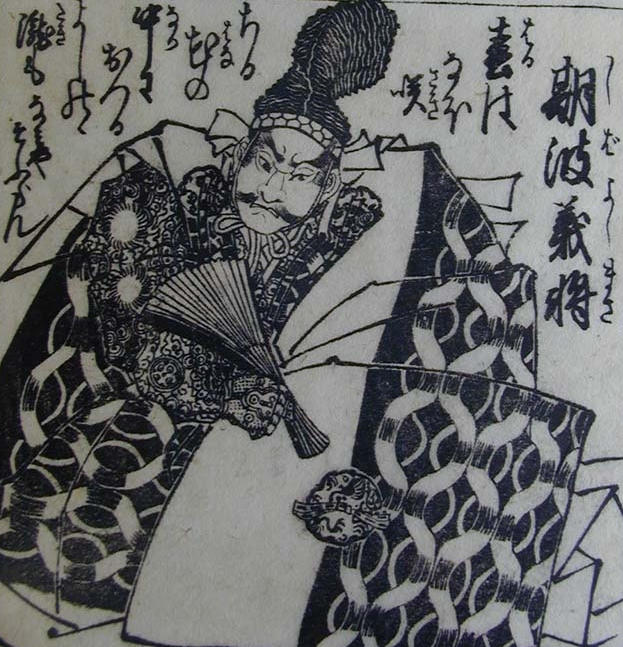
시바 요시유키

시바 요시유키(斯波義将)는 난보쿠초 시대부터 무로마치 시대까지의 무장, 슈고 다이묘이다. 시바씨 제5대 당주. 무로마치 막부 창업공신 시바 다카쓰네의 4남으로 무로마치 막부 초대 간레이를 지냈으며 3, 5, 7대 간레이를 연임하였다. 에치젠, 엣추, 시나노 슈고.